# Ін-Аменас (газове родовище)
Ін-Аменас (газове родовище) — група газоконденсатних родовищ на сході Алжиру, що належать до басейну Іллізі та розробляються за єдиним проєктом.
У 1958-му році на сході Алжиру відкрили родовище Тігуентурін із вуглеводнями в пісковиках ордовіцького періоду, що сформувались у підльодовикових тунелях унаслідок гляціофлювіальних процесів.
У 1966-му на Тігуентурін також виявили певні обсяги нафти, з видобутку якої почалась історія розробки. Станом на 1999 рік тут з глибини від 658 до 1300 метрів отримували 1700 барелів нафти на добу, для чого використовували 36 свердловин.
Повномасштабна розробка Тігуентурін стала можливою в межах проєкту Ін-Аменас, за який узявся консорціум у складі алжирської державної Sonatrach, міжнародного нафтогазового гіганту BP та норвезької Statoil (частки останніх у покритті витрат становлять 46 % та 45,9 % відповідно). Проєкт охоплює родовища Тігуентурін, Гассі-Фаріда, Гассі-Уан-Таредерт (Hassi Ouan Taredert) та Гассі-Уан-Абеш (Hassi Ouan Abecheu), видобувні запаси яких первісно оцінили у 85 млрд м3.
У 2006 році ввели в дію установку підготовки, що має три технологічні лінії загальною потужністю 9 млрд м3 на добу та може провадити вилучення зрідженого нафтового газу (ЗНГ, пропан-бутанова фракція) та конденсату в обсягах до 60 тисяч барелів на добу. Видобуток швидко вийшов на передбачене проєктом «плато», при цьому наприкінці 2010-х вдалось досягнути показника у 28,2 млн м3 на добу.
У 2013-му на установку підготовки Тігуентурін стався напад ісламських бойовиків, унаслідок чого загинуло 40 робітників, з яких 9 були іноземцями. Це призвело до суттєвого зниження видобутку, зокрема через пошкодження однієї з виробничих ліній. Станом на середину 2010-х завод продукував 5,3 млрд м3 газу, 550 тисяч тонн ЗНГ та 615 тисяч тонн конденсату на рік. Втім, в 2016-му ремонт пошкодженої лінії завершився, що знову дало можливість вийти на проєктні показники.
Станом на 2021 рік залишкові запаси проєкту оцінювались у 13 млрд м3 газу, 44 млн барелів ЗНГ та 37 млн барелів конденсату.
Товарний газ, ЗНГ та кондпенсат видаються по трубопровідній системі Ін-Аменас – Оханет, а газ також по трубопроводу Тігуентурін – Іллізі – Джанет.